# Jekaterina Abramowna Fleischitz
Jekaterina Abramowna Fleischitz, född 1888, död 1968, var en rysk jurist. 
Hon blev 1909 landets första kvinnliga advokat. 